# Neue Synagoge (Einbeck)

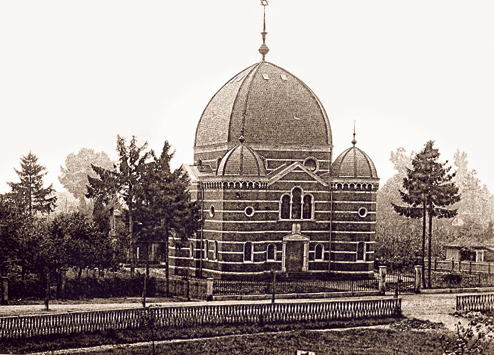
Neue Synagoge in Einbeck

Die ehemalige Neue Synagoge in Einbeck, einer Stadt im Landkreis Northeim in Niedersachsen, wurde am 1. September 1896 eingeweiht. Die Synagoge befand sich in der Bismarckstraße 17, also außerhalb der Fachwerk-Altstadt, umgeben von zeitgenössischer Villenbebauung. Auf der gegenüberliegenden Straßenseite lag eine Grünanlage, der Mühlenwall.

## Architektur

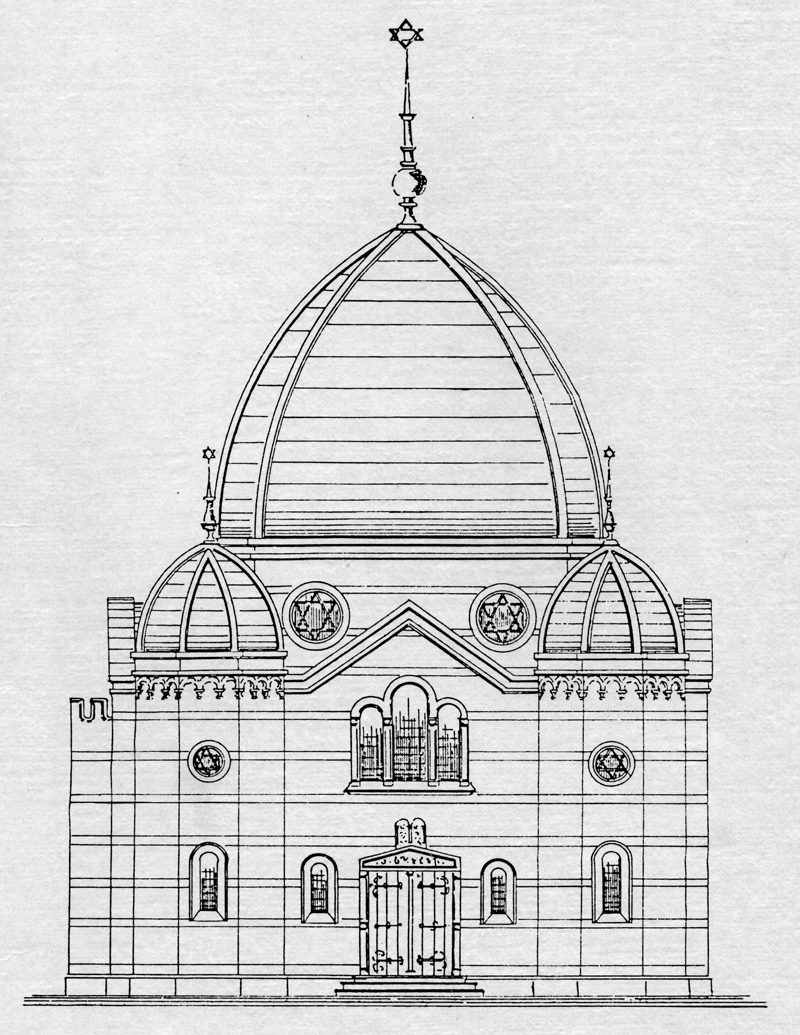
Bauzeichnung: Nordfassade (1895).

Die Synagoge wurde ab 1895 im maurischen Stil, einer im Historismus etablierten Stilrichtung, nach Plänen des Kölner Architekten Sigmund Münchhausen erbaut. Von den Ausmaßen eher eine Kapelle, übernahm sie Formen größerer Synagogenbauten. Zur Straße hin, an der Nordseite, befand sich der Haupteingang, flankiert von zwei polygonalen Ecktürmen. Im Westen, gegenüber dem Toraschrein, gab es einen Nebeneingang. Dunkelrote Ziegellagen im Wechsel mit heller Horizontalbänderung aus Naturstein sowie hell abgesetzte Fenster- und Türrahmen ließen die Außenwände ungewöhnlich farbig wirken. Eine hohe, zweischalige, verschieferte Kuppel überspannte einen Zentralraum über quadratischer Grundfläche, der auf drei Seiten von zweigeschossigen Vorbauten umgeben war, an der Ostseite aber, auch von außen erkennbar, eine dreipolygonale Nische für den Toraschrein besaß.
Die Wahl des maurischen Stils lässt sich als Ausdruck des gewachsenen Selbstbewusstseins der jüdischen Gemeinde interpretieren.

## Inneneinrichtung
Obwohl die Nordfassade also architektonisch besonders akzentuiert war, war der Innenraum nach Osten ausgerichtet. In der Mitte der Ostwand befand sich, flankiert von zwei Säulen (Jachin und Boas), der Toraschrein in einer kleinen Nische. Vor dem Toraschrein stand das Lesepult, zu dem links und rechts je drei Stufen hinaufführten.
Die den Männern vorbehaltenen Sitzplätze im Erdgeschoss waren, Kirchenbänken vergleichbar, beiderseits eines Mittelganges auf den Toraschrein ausgerichtet. Mit ihrer Inneneinrichtung übernahm die Einbecker Synagoge Elemente des liberalen Jacobstempels in Seesen.
Der nordwestliche Eckturm erschloss als Treppenhaus die Frauenempore (Nord-, Süd- und Westempore).

## Zerstörung
Die Geschehnisse in Einbeck während der Novemberpogrome 1938 sind hauptsächlich in der zweifelhaften Form bekannt, in der sie der damalige Landrat Kurt Heinrichs (NSDAP) 1970 rückblickend beschrieb, und zwar so, dass er sich selbst entlastete. Demzufolge hätten sich in der Nacht vom 9. auf den 10. November „mindestens ein Dutzend SS-Männer aus Gandersheim“ unter Leitung des im Krieg gefallenen SS-Sturmbannführers von Törne als Brandstifter betätigt. (Die gleiche Gruppe wird auch für die Brandstiftung am Jacobstempel in Seesen, kurz vor Mitternacht, verantwortlich gemacht.)
Die Einbecker Feuerwehr legte eine Schlauchleitung, um ein Übergreifen des Feuers auf die Nachbarhäuser zu verhindern. Landrat Heinrichs und Bürgermeister Otto Hildebrecht (NSDAP) „standen auf dem Wall, sahen … das grausige Schauspiel an und konnten nicht einschreiten.“
„Dass auswärtige SS verantwortlich gemacht wurde, gehörte zur Taktik der Nationalsozialisten. »Von uns war es ja keiner – wir konnten nichts machen.« Das dem nicht so war, belegen eine aktuelle Buchveröffentlichung und ... Zeitzeugenaussagen, nach denen auch Einbecker an der Zerstörung der Synagoge beteiligt waren. Einige der Brandstifter sind noch heute namentlich bekannt. Einbecker SS-Angehörige holten sich »eine Menge Kienspäne« von einem Hof in der Tiedexer Straße und gingen mit diesen Brandbeschleunigern zum »Judentempel«, wie die Synagoge im Volksmund genannt wurde...“ SA und SS trugen die geraubten Torarollen johlend durch Einbecker Kneipen.

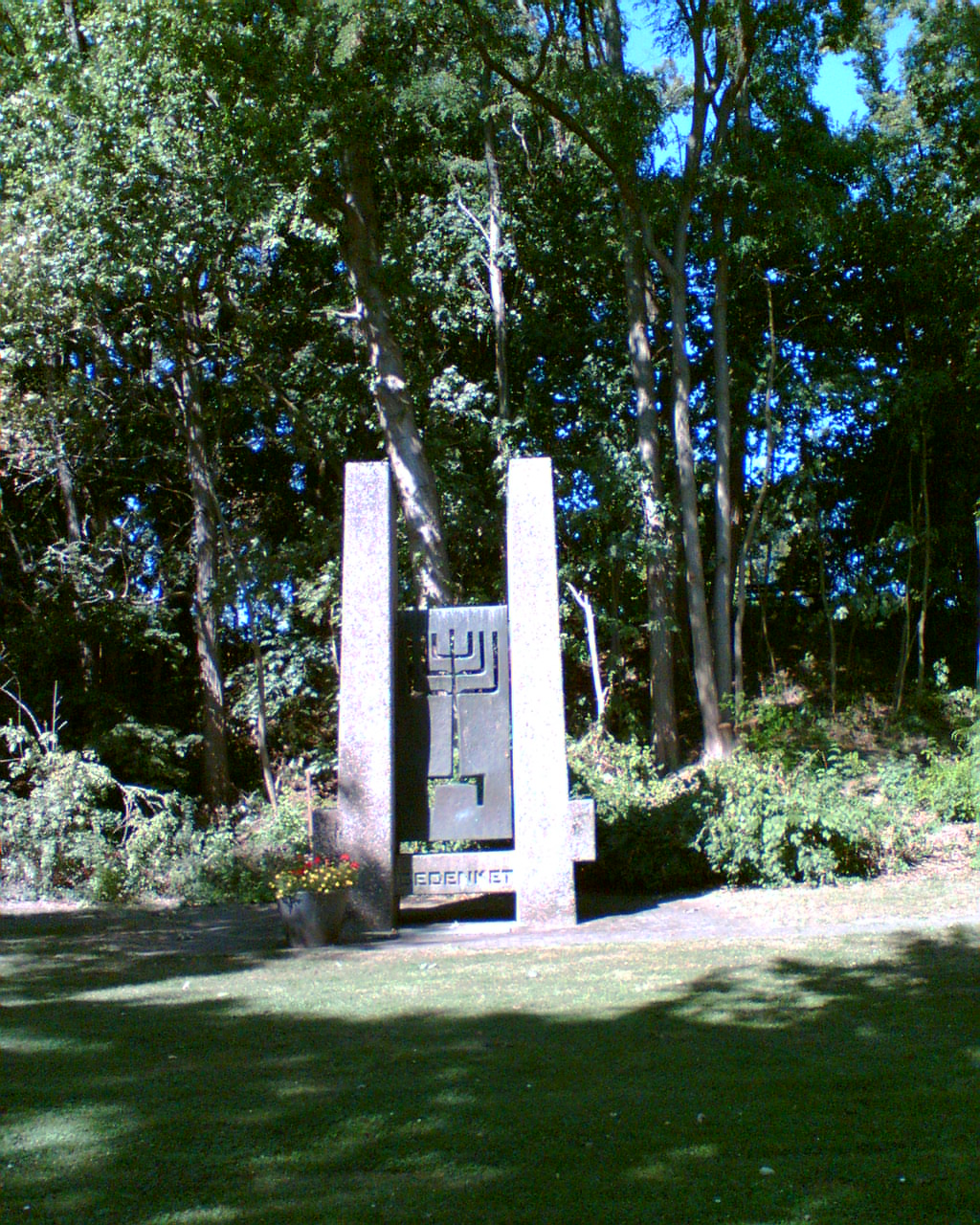
Das Mahnmal von 1969.

## Mahnmal
Gegenüber der ehemaligen Synagoge, am Fuß des Mühlenwalls steht ein Mahnmal, das der Bildhauer Kurt Lehmann entworfen hat und das am 9. November 1969 eingeweiht wurde. Es handelt sich um eine von zwei Betonstelen flankierte Bronzetafel, auf der eine Menora zu sehen ist. Auf dem Boden wurde eine Bronzeplatte eingelassen mit der Inschrift, die über dem Haupteingang der zerstörten Synagoge gestanden hatte: הלוא אב אחד לכלנו  הלוא אל אחד בראנו „Sind wir nicht alle Kinder eines Vaters? Hat nicht ein Gott uns geschaffen?“ Es handelt sich dabei um ein Zitat aus der Bibel (Mal 2,10 ).